# WR 102ka
WR 102ka còn được gọi là sao Mẫu Đơn hay sao tinh vân Mẫu Đơn là một sao Wolf–Rayet, một trong những ứng viên sao sáng nhất đã biết trong dải Ngân Hà.

## Phát hiện
WR 102ka nằm gần Trung tâm Ngân Hà và về cơ bản bị che khuất hoàn toàn trong các bước sóng khả kiến. Vì thế nó phải được quan sát trong ánh sáng hồng ngoại bước sóng dài hơn, có khả năng xuyên qua bụi. WR 102ka được lập danh lục năm 2002 và 2003 bằng các khảo sát hồng ngoại. Nó đã được quan sát cho 2MASS (Khảo sát toàn bầu trời hai micromet) trong các dải J, H, và Ks của hồng ngoại gần, tương ứng tại các bước sóng 1,2 μm, 1,58 μm và 2,2 μm, và khảo sát các ứng viên thiên thể sao trẻ của dự án ISOGAL (khảo sát Ngân Hà của Đài thiên văn Không gian Hồng ngoại) ở các bước sóng 7 μm và 15 μm.
Các quan sát hồng ngoại dải hẹp của một số đặc trưng quang phổ xung quanh bước sóng 2 μm cho thấy WR 102ka là một sao Wolf–Rayet với phân loại có thể là WN10. Nó cũng có thể là một sao biến quang lam sáng.
Kính viễn vọng Không gian Spitzer quan sát WR 102ka ở các bước sóng 3,6 μm, 8 μm và 24 μm vào ngày 20 tháng 4 năm 2005. Những quan sát này cho phép thu được những tính toán có thể tin cậy đầu tiên về các tính chất vật lý của thiên thể cực sáng này.

## Các sao sáng khác thuộc Ngân Hà
Một ngôi sao thậm chí còn sáng hơn và gần hơn là WR 25 dường như rất có thể xứng với danh xưng này. Một ngôi sao ở gần khác là Eta Carinae, ngôi sao sáng thứ hai trên bầu trời trong vài năm thuộc thế kỷ 19. Nó dường như sáng hơn một chút so với WR 102ka, nhưng được biết đến là một hệ sao đôi. Ngoài ra còn có sao Súng Lục được phát hiện gần đây. Giống như sao Mẫu Đơn, nó có tên gọi từ hình dạng của tinh vân bao quanh nó, có lẽ đã được tạo ra do mất khối lượng lớn của ngôi sao này thông qua gió sao dữ dội và những vụ phun trào giống như tiểu siêu tân tinh lớn, như điều đã xảy ra với Eta Carinae vào khoảng thập niên 1830-1840 tạo ra các thùy được Kính viễn vọng không gian Hubble quan sát.
Độ sáng của sao Súng Lục, Eta Carinae và WR 102ka là hơi không chắc chắn, do bụi thiên hà ở phía trước che khuất mạnh, với các hiệu ứng của sự che khuất này phải được điều chỉnh trước khi độ sáng biểu kiến của chúng có thể quy đổi để ước tính tổng công suất bức xạ hoặc Độ sáng nhiệt xạ của chúng. Cả Eta Carinae và WR 102ka được cho là có khả năng phát nổ dưới dạng siêu tân tinh hoặc cực siêu tân tinh trong vòng vài triệu năm tới. Là điển hình của những ngôi sao cực lớn và cực sáng như vậy, cả hai đã phun ra một phần đáng kể khối lượng ban đầu của chúng khi mới được hình thành, trong những trận gió sao dày đặc, to lớn.